# Yamamoto Ichita
Yamamoto Ichita (山本一太) (sinh ngày 24 tháng 1 năm 1958) là chính trị gia người Nhật Bản. Hiện ông đang giữ chức vụ làm thống đốc tỉnh Gunma kể từ năm 2019.